# Leichtathletik-Länderkampf der Männer 1974 BR Deutschland B – Rumänien / BR Deutschland B – Irland
| 10./11. Leichtathletik-Länderkampf mit bundesdeutscher Beteiligung 1974             | 10./11. Leichtathletik-Länderkampf mit bundesdeutscher Beteiligung 1974 |
| ----------------------------------------------------------------------------------- | ----------------------------------------------------------------------- |
|                                                                                     |                                                                         |
| Ländervergleich der Männer: BR Deutschland B – Rumänien / BR Deutschland B – Irland |                                                                         |
| Austragungsort                                                                      | Bielefeld                                                               |
| Wettbewerbe                                                                         | 21                                                                      |
| Datum                                                                               | 16. Juni                                                                |
| 1. ROU 2. FRG B                                                                     | 122 Punkte 101 Punkte                                                   |
| 1. FRG B 2. IRL                                                                     | 152 Punkte 71 Punkte                                                    |
| Chronik                                                                             |                                                                         |
| ← FRA-FRG-ITA-CSK 00Marathon (M)                                                    | BEL-FRG-FRA-SUI00 Geher (M) →                                           |

Im zehnten und gleichzeitig elften Vergleich des Länderkampfjahres 1974 kam es zum zweiten Mal in diesem Jahr zu Länderkämpfen mit getrennter Wertung der Teilnehmerländer, die gemeinsam in einer Veranstaltung durchgeführt wurden. Am 16. Juni wurden die Begegnungen der Männer zwischen einer bundesdeutschen B-Mannschaft mit Rumänien sowie mit Irland in Bielefeld ausgetragen.
Ein Aufeinandertreffen der deutschen Männer mit Rumänien hatte zuletzt 1942 stattgefunden. Die beiden Mannschaften traten nun zum dritten Mal gegeneinander an. Die Bundesrepublik Deutschland war ganz offiziell mit Athleten aus der zweiten Reihe angereist
Die einzige Begegnung der bundesdeutschen Männer mit Irland hatte es 1972 gegeben. Die Bundesrepublik hatte sich dabei sehr klar durchgesetzt.

## Wettbewerbe und Modus
Auf dem Programm stand neben den bei Länderkämpfen üblichen zwanzig Disziplinen zusätzlich noch das 20.000-Meter-Bahngehen. Aus dem olympischen Wettbewerbskatalog fehlten nur der Marathonlauf, die beiden Disziplinen im Straßengehen und der Zehnkampf. Am Start waren diesmal wieder zwei Vertreter je Land und Wettbewerb, die nach dem Standardsystem gewertet wurden.

## Ergebnis
Im Vergleich mit Rumänien wurde es schwierig für die bundesdeutschen Athleten aus der zweiten Reihe. Von den Einzelläufen gewannen die Rumänen sechs, die bundesdeutschen Sportler vier. Beide Staffeln gingen an die Bundesrepublik. Im Bereich Sprung verbuchte Rumänien alle vier Wettbewerbe für sich. Die Kategorie Wurf/Stoß gestaltete sich ausgeglichen, beide Teams kamen auf je zwei Disziplingewinne. Damit musste sich das bundesdeutsche B-Team gegen Rumänien mit 101 zu 122 Punkten geschlagen geben.
Den Länderkampf gegen Irland gestaltete die bundesdeutsche B-Mannschaft sehr erfolgreich. Die irischen Vertreter konnten lediglich die Rennen über 400 und 1500 Meter für sich entscheiden. Alle anderen Disziplinen gingen an die Bundesrepublik Deutschland. So gewann das bundesdeutsche Team auch diese zweite Begegnung gegen die Iren sehr überlegen mit 151 zu 71 Punkten.

## Legende
Kurze Übersicht zur Bedeutung der Symbolik – so üblicherweise auch in sonstigen Veröffentlichungen verwendet:
| k. A. | keine Angabe |

## Einzelresultate

### 100 m
| Platz | Athlet            | Land | Zeit (s) | Länderkampfwertung | Länderkampfwertung |
| ----- | ----------------- | ---- | -------- | ------------------ | ------------------ |
| 1     | Dieter Gebhard    | FRG  | 10,8     | 1. FRG 2. ROU      | 7 P 4 P            |
| 2     | Toma Petrescu     | ROU  | 10,8     | 1. FRG 2. ROU      | 7 P 4 P            |
| 3     | Dieter Steinmann  | FRG  | 10,9     | 1. FRG 2. ROU      | 7 P 4 P            |
| 4     | Claudiu Suselescu | ROU  | 11,1     | 1. FRG 2. IRL      | 8 P 3 P            |
| 5     | S. Reidy          | IRL  | 11,2     | 1. FRG 2. IRL      | 8 P 3 P            |
| 6     | T. Phelan         | IRL  | 11,2     | 1. FRG 2. IRL      | 8 P 3 P            |

### 200 m
| Platz | Athlet              | Land | Zeit (s) | Länderkampfwertung | Länderkampfwertung |
| ----- | ------------------- | ---- | -------- | ------------------ | ------------------ |
| 1     | Friedhelm Grimmiger | FRG  | 21,1     | 1. FRG 2. ROU      | 7 P 4 P            |
| 2     | Toma Petrescu       | ROU  | 21,2     | 1. FRG 2. ROU      | 7 P 4 P            |
| 3     | Uwe Schläfer        | FRG  | 21,3     | 1. FRG 2. ROU      | 7 P 4 P            |
| 4     | Claudiu Suselescu   | ROU  | 21,7     | 1. FRG 2. IRL      | 8 P 3 P            |
| 5     | Fanahan McSweeney   | IRL  | 22,0     | 1. FRG 2. IRL      | 8 P 3 P            |
| 6     | R. Phelan           | IRL  | 22,3     | 1. FRG 2. IRL      | 8 P 3 P            |

### 400 m
| Platz | Athlet            | Land | Zeit (s) | Länderkampfwertung | Länderkampfwertung |
| ----- | ----------------- | ---- | -------- | ------------------ | ------------------ |
| 1     | Fanahan McSweeney | IRL  | 46,9     | 1. FRG 2. ROU      | 8 P 3 P            |
| 2     | Lothar Krieg      | FRG  | 47,6     | 1. FRG 2. ROU      | 8 P 3 P            |
| 3     | Wolfgang Druschky | FRG  | 47,9     | 1. FRG 2. ROU      | 8 P 3 P            |
| 4     | Paul Vasile       | ROU  | 48,1     | 1. IRL 2. FRG      | 6 P 5 P            |
| 5     | Tudor Pulu        | ROU  | 48,3     | 1. IRL 2. FRG      | 6 P 5 P            |
| 6     | Robert Norwood    | IRL  | 49,9     | 1. IRL 2. FRG      | 6 P 5 P            |

### 800 m
| Platz | Athlet              | Land | Zeit (min) | Länderkampfwertung | Länderkampfwertung |
| ----- | ------------------- | ---- | ---------- | ------------------ | ------------------ |
| 1     | Gheorghe Ghipu      | ROU  | 1:47,6     | 1. ROU 2. FRG      | 6 P 5 P            |
| 2     | Reinhold Soyka      | FRG  | 1:48,8     | 1. ROU 2. FRG      | 6 P 5 P            |
| 3     | Joachim Strauß      | FRG  | 1:49,1     | 1. ROU 2. FRG      | 6 P 5 P            |
| 4     | Niall O'Shaughnessy | IRL  | 1:49,8     | 1. FRG 2. IRL      | 8 P 3 P            |
| 5     | A. Dinescu          | ROU  | 1:51,3     | 1. FRG 2. IRL      | 8 P 3 P            |
| 6     | Eamonn Coghlan      | IRL  | 1:54,6     | 1. FRG 2. IRL      | 8 P 3 P            |

### 1500 m
| Platz | Athlet          | Land | Zeit (min) | Länderkampfwertung | Länderkampfwertung |
| ----- | --------------- | ---- | ---------- | ------------------ | ------------------ |
| 1     | Eamonn Coghlan  | IRL  | 3:42,3     | 1. ROU 2. FRG      | 8 P 3 P            |
| 2     | Nicolae Onescu  | ROU  | 3:42,4     | 1. ROU 2. FRG      | 8 P 3 P            |
| 3     | Paul Copu       | ROU  | 3:43,5     | 1. ROU 2. FRG      | 8 P 3 P            |
| 4     | K. Humphries    | IRL  | 3:46,0     | 1. IRL 2. FRG      | 8 P 3 P            |
| 5     | Christoph Engel | FRG  | 3:46,7     | 1. IRL 2. FRG      | 8 P 3 P            |
| 6     | Friedrich Kreth | FRG  | 3:47,3     | 1. IRL 2. FRG      | 8 P 3 P            |

### 5000 m
| Platz | Athlet        | Land | Zeit (min) | Länderkampfwertung | Länderkampfwertung |
| ----- | ------------- | ---- | ---------- | ------------------ | ------------------ |
| 1     | Ilie Floroiu  | ROU  | 14:03,2    | 1. ROU 2. FRG      | 6 P 5 P            |
| 2     | Ingo Sensburg | FRG  | 14:25,0    | 1. ROU 2. FRG      | 6 P 5 P            |
| 3     | Willi Wagner  | FRG  | 14:30,6    | 1. ROU 2. FRG      | 6 P 5 P            |
| 4     | Ilie Ojoca    | ROU  | 14:34,8    | 1. FRG 2. IRL      | 8 P 3 P            |
| 5     | Denis Noonan  | IRL  | 15:08,4    | 1. FRG 2. IRL      | 8 P 3 P            |
| 6     | M. Tracey     | IRL  | 15:40,2    | 1. FRG 2. IRL      | 8 P 3 P            |

### 10000 m
| Platz | Athlet            | Land | Zeit (min) | Länderkampfwertung | Länderkampfwertung |
| ----- | ----------------- | ---- | ---------- | ------------------ | ------------------ |
| 1     | Cătălin Andreica  | ROU  | 30;17‚2    | 1. ROU 2. FRG      | 8 P 3 P            |
| 2     | Stellen Marcu     | ROU  | 30;17‚4    | 1. ROU 2. FRG      | 8 P 3 P            |
| 3     | Theo Leimbach     | FRG  | 30:47,2    | 1. ROU 2. FRG      | 8 P 3 P            |
| 4     | Pat O'Riordan     | IRL  | 30:57,2    | 1. FRG 2. IRL      | 7 P 4 P            |
| 5     | Friedhelm Klement | FRG  | 31 31,8    | 1. FRG 2. IRL      | 7 P 4 P            |
| 6     | R. Crowley        | IRL  | 31:44,2    | 1. FRG 2. IRL      | 7 P 4 P            |

### 110 m Hürden
| Platz | Athlet               | Land | Zeit (s) | Länderkampfwertung | Länderkampfwertung |
| ----- | -------------------- | ---- | -------- | ------------------ | ------------------ |
| 1     | Nicolae Perta        | ROU  | 14,6     | 1. ROU 2. FRG      | 8 P 3 P            |
| 2     | Nicolae Petcu        | ROU  | 14,7     | 1. ROU 2. FRG      | 8 P 3 P            |
| 3     | Heinz-Dieter Lindner | FRG  | 14,7     | 1. ROU 2. FRG      | 8 P 3 P            |
| 4     | Hans-Walter Schmitt  | FRG  | 15,2     | 1. FRG 2. IRL      | 8 P 3 P            |
| 5     | Shay Fitzpatrick     | IRL  | 15,7     | 1. FRG 2. IRL      | 8 P 3 P            |
| 6     | Seamus Power         | IRL  | 16,0     | 1. FRG 2. IRL      | 8 P 3 P            |

### 400 m Hürden
| Platz | Athlet           | Land | Zeit (s) | Länderkampfwertung | Länderkampfwertung |
| ----- | ---------------- | ---- | -------- | ------------------ | ------------------ |
| 1     | Hermann Köhler   | FRG  | 50,8     | 1. FRG 2. ROU      | 7 P 4 P            |
| 2     | Ion Ratoi        | ROU  | 51,8     | 1. FRG 2. ROU      | 7 P 4 P            |
| 3     | Fritz Tille      | FRG  | 52,3     | 1. FRG 2. ROU      | 7 P 4 P            |
| 4     | Darin Melinte    | ROU  | 52,4     | 1. FRG 2. IRL      | 8 P 3 P            |
| 5     | Tim Crowe        | IRL  | 54,4     | 1. FRG 2. IRL      | 8 P 3 P            |
| 6     | Shay Fitzpatrick | IRL  | 56.8     | 1. FRG 2. IRL      | 8 P 3 P            |

### 3000 m Hindernis
| Platz | Athlet          | Land | Zeit (min) | Länderkampfwertung | Länderkampfwertung |
| ----- | --------------- | ---- | ---------- | ------------------ | ------------------ |
| 1     | Gheorghe Cefan  | ROU  | 8:36,8     | 1. ROU 2. FRG      | 8 P 3 P            |
| 2     | Vasile Bichea   | ROU  | 8:39,2     | 1. ROU 2. FRG      | 8 P 3 P            |
| 3     | Wolfgang Soukup | FRG  | 8:46,4     | 1. ROU 2. FRG      | 8 P 3 P            |
| 4     | Willi Holler    | FRG  | 8:50,8     | 1. FRG 2. IRL      | 8 P 3 P            |
| 5     | Finbarr Long    | IRL  | 9:01,0     | 1. FRG 2. IRL      | 8 P 3 P            |
| 6     | T. Murphy       | IRL  | 9:07,0     | 1. FRG 2. IRL      | 8 P 3 P            |

### 4 × 100 m Staffel
| Platz | Besetzung      | Land                                                               | Zeit (s) | Länderkampfwertung | Länderkampfwertung |
| ----- | -------------- | ------------------------------------------------------------------ | -------- | ------------------ | ------------------ |
| 1     | BR Deutschland | Günter Wessing Dieter Steinmann Uwe Schläfer Ulrich Haupt          | 40,5     | 1. FRG 2. ROU      | 5 P 2 P            |
| 2     | Rumänien       | Toma Petrescu Claudiu Suselescu Alexandru Munteanu Constantin Stan | 41,6     | 1. FRG 2. IRL      | 5 P 2 P            |
| 3     | Irland         | S. Reidy Tim Crowe Fanahan McSweeney T. Phelan                     | 42,9     | 1. FRG 2. IRL      | 5 P 2 P            |

### 4 × 400 m Staffel
| Platz | Besetzung      | Land                                                              | Zeit (min) | Länderkampfwertung | Länderkampfwertung |
| ----- | -------------- | ----------------------------------------------------------------- | ---------- | ------------------ | ------------------ |
| 1     | BR Deutschland | Wolfgang Druschky Hans-Dieter Kawan Günter Karge Volker Kolletzky | 3:10,2     | 1. FRG 2. ROU      | 5 P 2 P            |
| 2     | Rumänien       | Tudor Pulu Paul Vasile Ion Ratoi Darin Melinte                    | 3:10,5     | 1. FRG 2. IRL      | 5 P 2 P            |
| 3     | Irland         | keine Angabe                                                      | k. A.      | 1. FRG 2. IRL      | 5 P 2 P            |

### 20.000 m Bahngehen
| Platz | Athlet                | Land | Zeit (h)  | Länderkampfwertung | Länderkampfwertung |
| ----- | --------------------- | ---- | --------- | ------------------ | ------------------ |
| 1     | Ion Casitu            | ROU  | 1:33:58,4 | 1. ROU 2. FRG      | 7 P 4 P            |
| 2     | Siegfried Richter     | FRG  | 1:35:18,8 | 1. ROU 2. FRG      | 7 P 4 P            |
| 3     | Leonida Caraiosifuglu | ROU  | 1:38:16,6 | 1. ROU 2. FRG      | 7 P 4 P            |
| 4     | Manfred Kolvenbach    | FRG  | 1:39:23,8 | 1. FRG 2. IRL      | 8 P 3 P            |
| 5     | Tommy Casey           | IRL  | 1:40:59,4 | 1. FRG 2. IRL      | 8 P 3 P            |
| 6     | John O'Leary          | IRL  | 1:46:20,4 | 1. FRG 2. IRL      | 8 P 3 P            |

### Hochsprung
| Platz | Athlet              | Land | Höhe (m) | Länderkampfwertung | Länderkampfwertung |
| ----- | ------------------- | ---- | -------- | ------------------ | ------------------ |
| 1     | Serban loan         | ROU  | 2,17     | 1. ROU 2. FRG      | 6 P 5 P            |
| 2     | Heinz-Günter Zimmer | FRG  | 2,14     | 1. ROU 2. FRG      | 6 P 5 P            |
| 3     | Bernd Mühle         | FRG  | 2,11     | 1. ROU 2. FRG      | 6 P 5 P            |
| 4     | Lorand Török        | ROU  | 2,00     | 1. FRG 2. IRL      | 8 P 3 P            |
| 5     | Jim Fanning         | IRL  | 2,00     | 1. FRG 2. IRL      | 8 P 3 P            |
| 6     | C. Oreagan          | IRL  | 1,75     | 1. FRG 2. IRL      | 8 P 3 P            |

### Stabhochsprung
| Platz | Athlet         | Land | Höhe (m) | Länderkampfwertung | Länderkampfwertung |
| ----- | -------------- | ---- | -------- | ------------------ | ------------------ |
| 1     | Nichilor Ligor | ROU  | 5,00     | 1. ROU 2. FRG      | 8 P 3 P            |
| 2     | Dinu Pistalu   | ROU  | 4,90     | 1. ROU 2. FRG      | 8 P 3 P            |
| 3     | Wolfgang Mohr  | FRG  | 4,60     | 1. ROU 2. FRG      | 8 P 3 P            |
| 4     | Hans Gedrat    | FRG  | 4,50     | 1. FRG 2. IRL      | 8 P 3 P            |
| 5     | Liam Gleeson   | IRL  | 3,85     | 1. FRG 2. IRL      | 8 P 3 P            |
| 6     | Chris Berkeley | IRL  | 3,75     | 1. FRG 2. IRL      | 8 P 3 P            |

### Weitsprung
Der sechstplatzierte Cyril O'Regan verletzte sich während des Wettkampfs.
| Platz | Athlet             | Land | Weite (m) | Länderkampfwertung | Länderkampfwertung |
| ----- | ------------------ | ---- | --------- | ------------------ | ------------------ |
| 1     | Ştefan Lăzărescu   | ROU  | 7,73      | 1. ROU 2. FRG      | 7 P 4 P            |
| 2     | Hans-Jürgen Berger | FRG  | 7,58      | 1. ROU 2. FRG      | 7 P 4 P            |
| 3     | Vasile Tudorel     | ROU  | 7,50      | 1. ROU 2. FRG      | 7 P 4 P            |
| 4     | Johannes Heling    | FRG  | 7,41      | 1. FRG 2. IRL      | 8 P 3 P            |
| 5     | S. Reidy           | IRL  | 6,36      | 1. FRG 2. IRL      | 8 P 3 P            |
| 6     | Cyril O'Regan      | IRL  | 6,60      | 1. FRG 2. IRL      | 8 P 3 P            |

### Dreisprung
| Platz | Athlet           | Land | Weite (m) | Länderkampfwertung | Länderkampfwertung |
| ----- | ---------------- | ---- | --------- | ------------------ | ------------------ |
| 1     | Carol Corbu      | ROU  | 16,37     | 1. ROU 2. FRG      | 8 P 3 P            |
| 2     | Bedros Bedrosian | ROU  | 15,53     | 1. ROU 2. FRG      | 8 P 3 P            |
| 3     | Wolfgang Kolmsee | FRG  | 15,20     | 1. ROU 2. FRG      | 8 P 3 P            |
| 4     | Sean Power       | IRL  | 14,97     | 1. FRG 2. IRL      | 7 P 4 P            |
| 5     | Wolfram Walther  | FRG  | 14,52     | 1. FRG 2. IRL      | 7 P 4 P            |
| 6     | Cyril O'Regan    | IRL  | 13,45     | 1. FRG 2. IRL      | 7 P 4 P            |

### Kugelstoßen
| Platz | Athlet            | Land | Weite (m) | Länderkampfwertung | Länderkampfwertung |
| ----- | ----------------- | ---- | --------- | ------------------ | ------------------ |
| 1     | Henning Maßholder | FRG  | 18,13     | 1. FRG 2. ROU      | 8 P 3 P            |
| 2     | Josef Forst       | FRG  | 17,77     | 1. FRG 2. ROU      | 8 P 3 P            |
| 3     | Zohan Hegedus     | ROU  | 15,77     | 1. FRG 2. ROU      | 8 P 3 P            |
| 4     | Brendan Coughlan  | IRL  | 15,13     | 1. FRG 2. IRL      | 8 P 3 P            |
| 5     | Iosif Nagy        | ROU  | 13,89     | 1. FRG 2. IRL      | 8 P 3 P            |
| 6     | Bernie Hartigan   | IRL  | 12,47     | 1. FRG 2. IRL      | 8 P 3 P            |

### Diskuswurf
| Platz | Athlet          | Land | Weite (m) | Länderkampfwertung | Länderkampfwertung |
| ----- | --------------- | ---- | --------- | ------------------ | ------------------ |
| 1     | Iosif Nagy      | ROU  | 60,36     | 1. ROU 2. FRG      | 8 P 3 P            |
| 2     | Zoltan Hegedus  | ROU  | 59,80     | 1. ROU 2. FRG      | 8 P 3 P            |
| 3     | Peter Schulze   | FRG  | 55,98     | 1. ROU 2. FRG      | 8 P 3 P            |
| 4     | Dirk Wippermann | FRG  | 55,80     | 1. FRG 2. IRL      | 8 P 3 P            |
| 5     | Len Braham      | IRL  | 49,06     | 1. FRG 2. IRL      | 8 P 3 P            |
| 6     | Philip Conway   | IRL  | 46,84     | 1. FRG 2. IRL      | 8 P 3 P            |

### Hammerwurf
| Platz | Athlet             | Land | Weite (m) | Länderkampfwertung | Länderkampfwertung |
| ----- | ------------------ | ---- | --------- | ------------------ | ------------------ |
| 1     | Tudor Stan         | ROU  | 65,60     | 1. ROU 2. FRG      | 8 P 3 P            |
| 2     | Frederic Schneider | ROU  | 65,08     | 1. ROU 2. FRG      | 8 P 3 P            |
| 3     | Helmut Dollheimer  | FRG  | 62,26     | 1. ROU 2. FRG      | 8 P 3 P            |
| 4     | Andreas Eder       | FRG  | 61,72     | 1. FRG 2. IRL      | 8 P 3 P            |
| 5     | Bernie Hartigan    | IRL  | 55,08     | 1. FRG 2. IRL      | 8 P 3 P            |
| 6     | Philip Conway      | IRL  | 52,44     | 1. FRG 2. IRL      | 8 P 3 P            |

### Speerwurf
| Platz | Athlet              | Land | Weite (m) | Länderkampfwertung | Länderkampfwertung |
| ----- | ------------------- | ---- | --------- | ------------------ | ------------------ |
| 1     | Horst Timmer        | FRG  | 78,26     | 1. FRG 2. ROU      | 7 P 4 P            |
| 2     | Constantin Romaniuc | ROU  | 74,22     | 1. FRG 2. ROU      | 7 P 4 P            |
| 3     | Reinhard Lange      | FRG  | 72,94     | 1. FRG 2. ROU      | 7 P 4 P            |
| 4     | Pat Moore           | IRL  | 61,58     | 1. FRG 2. IRL      | 8 P 3 P            |
| 5     | Iosif Nagy          | ROU  | 50,56     | 1. FRG 2. IRL      | 8 P 3 P            |
| 6     | L. Sleeson          | IRL  | 40,62     | 1. FRG 2. IRL      | 8 P 3 P            |